# Centris braccata
Centris braccata är en biart som beskrevs av Alpheus Spring Packard 1869. Centris braccata ingår i släktet Centris och familjen långtungebin. Inga underarter finns listade.